# Генерал-полковник медицинской службы
Генерал-полковник медицинской службы — высшее воинское звание для военнослужащих, имеющих военно-учётную специальность медицинского профиля в Вооружённых Силах СССР и Вооружённых Силах Российской Федерации.
Установлено постановлениями Государственного комитета обороны СССР от 2 января 1943 г. № ГОКО-2685 «О введении персональных воинских званий военно-медицинскому и военно-ветеринарному составу Красной Армии» (в Красной Армии) и  от 14 февраля 1943 г. № 2890 «Об установлении персональных воинских званий для интендантского, медицинского, ветеринарного, административного и юридического состава ВМФ» (в ВМФ СССР).
В Вооружённых Силах Российской Федерации сохранено Законом Российской Федерации от 11 февраля 1993 г. № 4455-I «О воинской обязанности и военной службе» и Федеральным законом от 28 марта 1998 г. № 53-ФЗ «О воинской обязанности и военной службе».

## Генерал-полковники медицинской службы (СССР)
1. Бурденко Николай Нилович (25.05.1944), главный хирург Красной Армии (1941—1946)
2. Вишневский Александр Александрович (22.02.1963), главный хирург Советской Армии (1956—1975)
3. Гончаров Павел Поликарпович (22.02.1963), начальник Военно-медицинской академии имени С. М. Кирова (1953—1968)
4. Иванов Николай Геннадьевич (27.10.1977), начальник Военно-медицинской академии им. С. М. Кирова (1968—1988)
5. Комаров Федор Иванович (27.10.1977), начальник Центрального военно-медицинского управления Министерства обороны СССР (1977—1989)
6. Кувшинский Дмитрий Дмитриевич (19.02.1968), начальник Военно-медицинского управления Министерства обороны СССР (1960—1962), начальник Центрального военно-медицинского управления Министерства обороны СССР (1962—1977)
7. Орбели Леон Абгарович (25.05.1944), начальник Военно-медицинской академии им. С. М. Кирова (1943—1950)
8. Смирнов Ефим Иванович (10.10.1943), начальник Санитарного управления РККА (1939—1941), начальник Главного военно-санитарного управления РККА (1941—1947), С 17 февраля 1947 года по 9 декабря 1952 года — министр здравоохранения СССР.  Начальник Главного военно-медицинского управления Министерства обороны СССР (1955-60)

## Генерал-полковники медицинской службы (Россия)
1. Быков Игорь Юрьевич (12.12.2005), начальник Главного военно-медицинского управления Министерства обороны Российской Федерации — начальник медицинской службы Вооружённых Сил Российской Федерации (2004—2007)
2. Нечаев Эдуард Александрович (04.07.1992), начальник Главного военно-медицинского управления Министерства обороны Российской Федерации — начальник медицинской службы Вооружённых Сил Российской Федерации (1992—1993)
3. Чиж Иван Михайлович (04.08.1994), начальник Главного военно-медицинского управления Министерства обороны Российской Федерации — начальник медицинской службы Вооружённых Сил Российской Федерации (1993—2004)
4. Шевченко Юрий Леонидович (05.05.1995), начальник Военно-медицинской академии имени С. М. Кирова (1992—2000), Министр здравоохранения Российской Федерации